# 타이노인
타이노인(스페인어: Taíno)은 카리브 제도에 살던 원주민이다. 1492년 10월 12일 크리스토퍼 콜럼버스가 바하마 제도 산살바도르섬에서 최초로 조우한 신대륙인이 타이노인의 루카이(Lucayos) 부족이었을 것으로 추정된다. 유럽인과 조우할 당시 타이노인은 대안틸레스 제도 대부분과 바하마 제도, 소안틸레스 제도 북부에 걸쳐 분포했다. 본래 아라와크어족에 속하는 타이노어를 사용했으나 19세기에 이미 사멸했다. 전통적으로 이들은 카시케(cacique)라는 족장을 두고 모계 혈연 사회를 이루었으며, 제미(zemi)라는 고유의 토착 신앙이 있었다. 수렵 채집을 했으나 지역에 따라서는 농업에 더 의존하며 정착 생활을 했다.
오늘날의 카리브 제도의 주민들에게 혈통적 흔적이 남아있으나 역사적으로 아프리카인, 스페인인과 섞이며 고유한 민족 정체성이 이미 사라진지 오래라고 여겨져 왔다. 다만 인구조사에 의하면 여전히 수천 명 가량의 사람들은 스스로 타이노인이라는 정체성을 가지고 있다.

## 명칭
콜럼버스가 카리브 제도에서 최초로 조우한 원주민족의 실체는 오랜 기간 학자들의 탐구 주제가 되어왔으나, 당시 유럽인들의 기록은 원주민 사회의 모습을 제대로 반영하고 있지 않아 연구에 많은 어려움이 있었다. 1836년 프랑스의 박식가 콩스탕틴 사뮈엘 라피네스크(Constantine Samuel Rafinesque)가 신대륙 발견 당시 대안틸레스 제도 대부분에 거주하고 있던 민족을 "타이노인"으로 처음 명명한 것으로 알려져 있는데, 이는 본래 민족명이 아니었으며 타이노어에서 귀족 계층을 의미하는 nitaino에서 따온 말로 추정된다.

## 기원

유럽인 도래 이전 타이노인과 과나하타베이족, 도서 카리브족의 추정 분포

그들의 명확한 분포나 분류에 관해서는 지금까지도 불확실한 점이 많다. Rouse (1992)는 과나하타베이족(Guanahatabey)이 살던 쿠바 서쪽 끝을 제외한 대안틸레스 제도와 바하마 제도, 북부 소안틸레스 제도 전체의 원주민을 타이노인으로 분류하였다. 소안틸레스 제도 남부에는 타이노인을 종종 습격하던 카리브족이 살았다. 또한 그는 타이노인을 크게 서타이노, 중앙타이노, 동타이노로 세분하였다.
언어학적, 고고학적 증거에 의해 타이노인의 조상은 고대 아라와크족으로서 본래 남아메리카 본토의 오리노코강 유역에서 건너왔을 것으로 추정된다. 한편 최근의 DNA 기반 연구에 의하면 이들이 건너오기 전에도 이미 카리브 제도에 거주하고 있던 원주민이 있었을 가능성이 있다.

## 같이 보기
- 가리푸나
- 카리브족
- 타이노어